# SAP GUI
SAP GUI (SAP Graphical User Interface) bezeichnet einerseits die grafische Benutzeroberfläche eines SAP-Systems, anderseits auch jenes Programm, das diese Oberfläche bereitstellt und betreibt.

## Konzept
In dem mehrstufigen Client-Server-Modell der verschiedenen SAP-Systeme, die in der Regel als Drei-Schichten-Architektur realisiert sind, stellt das SAP GUI die Programmkomponente der Präsentationsschicht dar. Es wickelt also die Bildschirmdarstellung und Benutzerinteraktion ab, aber es ist (im Regelfall) nicht für Anwendungslogik oder Datenhaltung zuständig.
SAP GUI (als Programm) ermöglicht den Zugriff auf einen oder verschiedene Applikationsserver eines oder mehrerer SAP-Systeme (genauer: ABAP-Systeme wie SAP ERP, SAP Web AS ABAP), wozu das DIAG-Protokoll verwendet wird. Es gibt von SAP mehrere SAP-GUI-Implementierungen, um verschiedene Betriebssysteme abzudecken. Den Zugriff auf den vollen Funktionsumfang der SAP-Software ermöglicht nur das SAP GUI für Windows, das für einige Funktionen einen Webbrowser hinzuzieht und auch mit weiteren Windows-Anwendungen Daten austauschen kann.
Das SAP GUI bereitet aus relativ wenigen Daten eine ggfs. komplexe Bildschirmdarstellung auf. Dieses Verfahren dient dem Zweck, die Kommunikations- und Datenlast für die Applikationsserver kleinzuhalten, indem ein großer Teil der Rechenlast zur grafischen Aufbereitung auf den lokalen PC eines Nutzers gelegt ist und somit nicht vom Zentralrechner kommen muss. Lediglich die „nackten“ Daten kommen vom Server; alles Tabellarisch-Grafische, Farben usw. baut das SAP-GUI-Programm lokal (auf dem Arbeitsplatzrechner) auf, unter Nutzung der einzelnen PC-Rechenleistung.

## Implementierungen

### SAP GUI für Windows
SAP GUI für Windows ist ein Windows-Programm, das direkt auf dem Personal Computer eines Benutzers ausgeführt wird. Dies ist die am häufigsten benutzte SAP GUI-Implementierung und auch die „älteste“ in dem Sinne, dass es eine kontinuierliche Entwicklung und Versionsabfolge seit Anfang der 1990er Jahre gibt.
Der Nutzer startet eine Programmkopie des SAPGUI, die entweder
1. auf der Festplatte seines PC installiert ist oder
2. die der PC sich in einem Netzwerk vom Server holt.

Einstiegspunkt ist häufig SAP-Logon, das eine Liste der verwendbaren Systeme anzeigen kann, aus der der Benutzer nur auszuwählen braucht.
Eine weitere Möglichkeit der Verwendung ist die Ausführung des SAP GUI auf einem Terminalserver, so dass der SAPGUI für Windows auch mit anderen Betriebssystemen verwendet werden kann, sofern es eine entsprechende Terminalserver-Zugangssoftware für diese gibt.
Von SAP erscheinen relativ oft neue Patches für die Komponenten des GUI. Beim Installieren des GUI können (neben dem Kernprogramm, dem eigentlichen SAP GUI) einige Zusatzkomponenten mitinstalliert werden. Zu diesen zählen Anwendungen für den Zugriff auf diese Systeme oder auf deren Inhalte:
- BW (Business Information Warehouse) / BI (Business Intelligence)
- SCM (Supply-Chain-Management)
- APO (Advanced Planner & Optimizer)
- SEM (Strategic Enterprise Management) und
- KW (Knowledge Warehouse).

#### Versionshistorie
| Version | Veröffentlichung | Unterstützt bis | Eingeschränkter Support bis 1 | letzter Patch Level | Features |
| ------- | ---------------- | --------------- | ----------------------------- | ------------------- | --- |
| 1.0     | –                |                 |                               |                     | Erstes „GUI“ für SAP-Software; keine grafischen Elemente wie z. B. Checkboxen, Radiobuttons oder Icons |
| 1.1     | –                |                 |                               |                     | Feld Länge angegeben durch Hintergrundfarben; Fast Paths in Menüs |
| 2.0     | –                |                 |                               |                     | Neue GUI für Windows 3.1; System und Application Toolbar hinzugefügt; Icons in System-Toolbar |
| 2.1     | –                |                 |                               |                     | Neue grafische Elemente: Checkboxes, Radiobuttons, Group Boxes und Pushbuttons |
| 3.0     | –                |                 |                               |                     | Tabelleneinstellung eingeführt; auf Buttons wurden Icons hinzugefügt |
| 3.1     | 1996             |                 |                               |                     | Windows-95-Stil durch flache Bedienknöpfe; Registerreiter und „ABAP List Viewer (ALV)“ (Listenfenster) wurden eingeführt |
| 4.0     | –                |                 |                               |                     | Fenster enthalten mehr Informationen, um die Navigationskomplexität zu verringern |
| 4.5     | –                |                 |                               |                     | ActiveX-Elemente wurden eingeführt; ALV ist nun Grid Control basiert |
| 4.6D    | Juli 2000        |                 |                               |                     | GUI wurde neu gestaltet: multiple Arbeitsoberflächen wurden eingeführt, um Wechseln in andere Module zu reduzieren und um die Übersichtlichkeit zu verbessern |
| 6.10    | Juli 2001        |                 |                               |                     | |
| 6.20    | März 2002        | Januar 2011     |                               | 78                  | Verfügbarkeit des SAP GUI Scripting API |
| 6.40    | Juni 2004        |                 |                               | 33                  | Erweiterte Unicode Unterstützung; verbesserter Zugriff und Handhabung |
| 7.10    | Februar 2007     | April 2011      |                               | 22                  | Microsoft Windows Vista und Office 2007 werden unterstützt; neues Tweak SAP GUI Tool; Neuer ABAP Frontend Editor |
| 7.20    | April 2010       | 9. April 2013   |                               | 17                  | Microsoft Windows 7 und Office 2010 werden unterstützt; verbesserte Organisation lokaler Dateien; überarbeitetes LogOn-Pad |
| 7.30    | 29. Juli 2012    | 15. Juli 2015   | 31. Oktober 2015              | 15                  | Unterstützung für Windows 8 |
| 7.40    | 8. Oktober 2014  | 9. Januar 2018  | 30. Juni 2018                 | 19                  | SAP Blue Crystal Theme, Windows-10-Unterstützung ab SAP-GUI-Patch 4 |
| 7.50    | 10. Mai 2017     | 9. April 2019   | 31. März 2020                 | 15                  | Aktualisierung der RFC-Bibliothek, Fiori 2.0 Visual Theme for Classical Applications |
| 7.60    | 25. Februar 2019 | 12. April 2022  |                               | 15                  | neues Belize-Theme |
| 7.70    | 29. Januar 2021  | 9. April 2024   |                               | 16                  | neue Quartz-Themes, Edge als alternatives Browser-Control, 64-bit Version der RFC ActiveX-Bibliotheken, Multi-Monitor Scaling, Overflow von Schaltflächen in der Fußzeile von Dialogfeldern (Popups), Anpassbare Fokusposition im ALV-Control, unterschiedliche Hintergrundfarben für Hierarchieebenen im Tree-Control, Verbesserung des SAP GUI Scripting-Dialogfelds „Aufzeichnen und Wiedergeben“, Verbesserung der SAP Business Client Integration und Platzhalterzeichen in Passwortfeldern |
| 8.00    | 27. Januar 2023  | 12. Januar 2027 |                               | 12                  | erstmals auch als 64-bit-Variante erhältlich zur Optimierung der Speichernutzung und Verbesserung der Integration mit anderen 64-Bit-Prozessen, Modernisierung der Rendering-Engine und einige zusätzliche Funktionen des Quartz-Designs, Verbesserungen der HTML-Steuerelement basierend auf Microsoft Edge, Usability-Verbesserungen vieler Komponenten, Verbesserungen des SAP Logon, Branding-Bilder können pro System und Mandant konfiguriert werden, der KW HTML Editor des KW Add-Ons ist nicht mehr verfügbar. Die 64-bit-Version unterstützt keine SAP-Systeme auf SAP_BASIS-Versionen älter als 7.00, hier ist weiterhin die 32-bit-Version zu verwenden. |

- SAP-Support-Kundenmeldungen werden wie üblich bearbeitet.
- Patches werden wie üblich bereitgestellt.
- Korrekturen für Probleme, die im SAP-Quelltext korrigiert werden können, werden wie üblich bereitgestellt.
- Wenn ein Problem auftritt, bei dem ein anderer Anbieter ein nicht mehr gewartetes Produkt (z. B. Visual Studio von Microsoft) korrigieren muss, stellt SAP die Korrektur nur in einem Patch für das neueste verfügbare SAP-GUI-Release bereit. In solchen Ausnahmesituationen besteht daher die einzige Lösung u. U. darin, ein Upgrade für SAP GUI durchzuführen.

Eine bestimmte Version des SAP GUI kann meistens mit älteren und teilweise auch mit neueren Releases der Server-Systeme benutzt werden. Am 20. Januar 2009 war die Version 7.10 der aktuelle Release-Stand für das SAP GUI, während gleichzeitig auch die Version 6.20 noch gewartet wurde.

### SAP GUI für HTML
War bis zu Version 7.50 der SAP GUI für Windows eine Nachbildung der SAP GUI-Oberfläche mittels HTML und JavaScript, so dass für die Verwendung ein Web-Browser genügt. Siehe auch ITS.
Seit der Version 7.60 der SAP GUI für Windows ist die SAP GUI für HTML in Form und Funktion führend. Die SAP GUI für Windows ist entsprechend eine Nachbildung.

### SAP GUI für Java
Eine alternative Zugriffsmöglichkeit auf ein SAP-System bestand in der Verwendung dieses plattformunabhängigen, weitgehend in Java geschriebenen GUI. Dies ist auch der Ersatz für die SAP GUI-Portierungen für alle nicht-Windows-Betriebssysteme.

#### Versionshistorie
| Version | Veröffentlichung   | Unterstützt bis   | letzte Revision |
| ------- | ------------------ | ----------------- | --------------- |
| 7.10    | 31. Oktober 2007   |                   | 11              |
| 7.20    | 22. Dezember 2009  |                   | 11              |
| 7.30    | 20. Dezember 2012  |                   | 10              |
| 7.40    | 5. Dezember 2014   | 31. März 2018     | 13              |
| 7.50    | 14. August 2017    | 31. Dezember 2019 | 15              |
| 7.70    | 16. März 2021      | 31. März 2023     | 9               |
| 7.80    | 19. September 2022 | 31. März 2025     | 10              |
| 8.10    | 14. Oktober 2024   | TBD               | 4               |

### Duet
Eine weitere Zugriffsmöglichkeit eröffnete die Software Duet, die in einer Kooperation zwischen SAP und Microsoft entwickelt wurde und die eine Integration der Softwareprodukte beider Konzerne zum Ziel hat. Duet ermöglichte für ausgewählte Szenarien den Zugriff auf SAP-Funktionen aus Microsoft-Office-Anwendungen.

## Anpassung mit Personas
Bis 2012 waren für die Anpassung von SAP-GUI-Screens (sogenannten „Dynpros“) ABAP-Kenntnisse erforderlich. Inzwischen ist dies mit „SAP Screen Personas“ ohne Programmierung möglich, allerdings zurzeit nicht im „SAP GUI for Java“. Personas wird auf einem Server mit SAP NetWeaver 7.0x oder 7.3x (nicht jedoch 7.1x) installiert und steht dann auch auf allen anderen Servern (einschließlich NW 7.1x, also insbesondere Banking Services) in der System-Landschaft zur Verfügung, vorausgesetzt sie verfügen über ein ABAP-Kernel-Release von 7.21 oder höher.
In „SAP GUI für Windows“ bietet SAP seit 1998 kostenlos das Tool „GuiXT“ zur Anpassung der Screens an.